# 中居正広の(生)スーパードラマフェスティバル
『中居正広の(生)スーパードラマフェスティバル』（なかいまさひろのなまスーパードラマフェスティバル）は、2006年から2009年まで毎年1月・7月のドラマ改番期でフジテレビ系列にて生放送していたバラエティ番組。中居正広の冠番組。

## 概要・趣旨
2004年、2005年と続けて1月第2月曜日の21:00枠で放送していた「笑っていいとも!新春祭」が2006年は月9ドラマの『西遊記』の放送枠の確保の関係上放送することができなくなり、代替として「新春祭」を発展解消（企画終了→リニューアル）する形で、この年の1月7日の『プレミアムステージ』（現・土曜プレミアム）で第1回放送。そして、2007年以降も放送されるようになる。
フジテレビ系列で、放送月のクールに開始される新番組ドラマ4-5本の出演者チームが対抗で、ボウリングを始めとしたゲームで対決する。ただし2009年7月放送分では、「笑っていいとも!春・秋の祭典スペシャル」の『いいとも!』チームに相当するバラエティ番組出演者の混合「バラエティ選抜」チームも参加した。
司会は中居正広（当時SMAP）、進行を高島彩（当時フジテレビアナウンサー）が担当。
2007年からは、7月にも開催される様になった。
基本的に放送は、1月または7月の比較的早い時期（ほとんどのドラマの初回分が放送される前）の月曜日21:00枠で放送されるが、出演者や編成上の都合で、土曜日に放送したり19:00からの放送になった回もある。
当初は全編ボウリングを基にしたゲームで戦っていたが、2008年7月分から企画を見直し、「笑っていいとも!春・秋の祭典スペシャル」同様、多種多様なゲームの総合成績で競う形となった。それでもなおボウリングゲーム自体は終盤の企画として存続していた。
2010年1月分は中居がレギュラー出演している「SMAP×SMAP」の生放送スペシャルが1月4日に放送されたため実施されず、また同年7月分は『カスペ!』枠にて「FNS人気番組対抗!オールスタークイズ」が7月6日に放送されたが同日火曜夜10時開始の「逃亡弁護士」以外のドラマ出演者が登場しなかったため、本番組自体は“自然消滅”という形で終了となった。
以後、1月および7月開始のドラマ宣伝を兼ねたゲームバラエティ番組は各ドラマ毎に『VS嵐』で行われているが、2019年1月からは『クイズ・ドレミファドン!』がその役割を担っている。また、2012年1月4日放送の『ホンマでっか!?TV新春スペシャル』では番組の企画である「ホンマでっか!?特別診断」で2012年1月期のドラマ出演者を招いて放送した。

## 2006年1月-2008年1月ルール
- 予選と決勝の二部構成に分かれており、予選の成績に応じて、決勝のパラマス形式トーナメントに組み込まれる。
- 決勝トーナメントの優勝チームは賞金200万円獲得。更に、ボーナス賞金100万円を賭けて、司会者中居正広と勝負する。

### 予選
2006年1月
- 1チーム5投して、合計得点を競う。
  - 合計得点は、（第1-3投で倒したピンの本数の合計）×（第4投で倒したピンの本数）×（第5投で倒したピンの本数）で算出される。
- 第1-4投は1人1投ずつ、第5投は抽選で決められた代表者1名が1投する。

2007年1月
- 1チーム6投して、合計得点を競う。
- 第1-5投は、倒したピンの本数1本に付き1点（但し、ストライクを出した場合は20点で、ガターの場合は今までの点数がゼロになる）。第5投までの点数に第6投で倒したピンの本数を掛けた値が、最終的な得点となる。
- 第1-5投は1人1投ずつ、第6投は各チームの代表者1名が1投する。

2007年7月～2008年1月
- 1チーム7投して、合計得点を競う。
- 第1-6投は、倒したピンの本数1本に付き1点（但し、ストライクを出した場合は20点で、ガターの場合は今までの点数がゼロになる）。第6投までの点数に第7投で倒したピンの本数を掛けた値が、最終的な得点となる。
- 第1-6投は1人1投ずつ、第7投は各チームの代表者1名が1投する。
- 牛に願いを Love&Farmチームは、第6投までの得点が0点だった。第7投で何本倒しても0点（0×倒したピンの本数）になってしまうため、特別に倒したピンの本数の得点をプラスした。

### 決勝
2006年～2008年1月
- 予選の成績に応じて、トーナメントを組んで1対1で対戦する。
  - 第1回戦：予選5位VS予選4位、第2回戦：第1回戦勝者VS予選3位、準決勝：第2回戦勝者VS予選2位、決勝：準決勝勝者VS予選1位
- 競技は「ボウリング1ピン倒し」。予選下位チームから交互に1投ずつ投げて、先に10番ピンを倒したチームの勝利。
- 優勝チームは賞金200万円獲得。そして、優勝チームは同じ「1ピン倒し」で中居正広と対戦。中居に勝てば更に賞金100万円を獲得、負けた場合は、優勝チーム以外の全チームで100万円が山分けされる。この試合では、出演者の中から1人が中居の代わりに司会を務める。
- 放送終了ギリギリで決着する事が多く、2007年7月の回では、放送時間残り10秒で決着が付いた。2008年1月の回では、中居が失敗してあしたの、喜多善男チームの勝利が決定した瞬間に終了した。

## 2008年7月-2009年7月ルール
3-5ゲームの総合得点を競う。優勝チームは従来通り、賞金200万円獲得＆ボーナス100万円を賭けた中居との1ピン倒しに挑戦できる。
フリースロー(2008年7月)
各チーム3人がフリースローをする。成功すると投球した位置によって10・20・30点と得点が変化する。また全員成功するとボーナス50点が追加される。
バトンリレー5m走
チーム全員でバトンを回して、一往復。最後の一人がゴールに入るまでのタイムが短い順に、100・50・30・20・10点を獲得する。
芸人ぶらさがり耐久レース(2008年7月)
5人のお笑い芸人が鉄棒ぶら下がり耐久で戦い、各チームは優勝するであろう芸人を予想する。芸人にはそれぞれ点数が割り振られており、予想的中チームには、その芸人に割り振られていた点数が加算された。
キャプテンタワー(2008年7月)
各チームのキャプテンが、土台が回転するタワー（巨大ジェンガ）で対戦。タワーを倒したチーム以外に、抜いたブロック数×30点が加算される（例えば抜いたブロックの数が20本だった場合には600点がタワー崩壊チーム以外に全て送られる）。抜く順番はこれまでの点数の低い順。
3つ星2択レストラン(2009年1月)
各チーム代表者がテーマに沿った料理・酒などを食べ比べ、高級品がA・Bどちらか当てる。正解すれば100点獲得。
インスタント30秒劇場(2009年1月)
各チームの代表者1名を選ぶ。「ooでooがooした」のようなキーワードが出題される。代表者はヘッドホンをしたまま、他のメンバー（ただし主役を演じる人物はタスキを付けている）の30秒の演技を見て、キーワードを当てる。
サドンデス大なわとび(2009年1月)
各チームから選ばれた代表者7人が大縄跳びを行う。引っかかった人以外のチームに200点加算。
プレッシャーアーチェリー(2009年7月)
代表者が1人ずつ上昇するステージの上に立って、同じ高さにある風船の的をアーチェリーで射抜く。これを1チーム3人が挑み、その成績を競う。
まず番組序盤に、3チームずつの予選を実施。予選は、1人成功につき10点獲得（3人全員成功でボーナス20点加算）。更に、3チームの中で最も多く成功者を出したチームが番組終盤に行われる決勝に進出できる。
決勝は、3人の成功数で優勝チームを決定。優勝なら50点が、準優勝なら20点が、それぞれ加算される。
プレッシャー脳トレ(2009年7月)
ニンテンドーDSソフト『脳を鍛える大人のDSトレーニング』及び『もっと脳を鍛える大人のDSトレーニング』から抜粋された問題に挑戦。
1stステージと2ndステージの2ステージ制。
1stステージは、1チームずつ挑戦。代表者5人が1種目ずつ問題に答えていき、その合計タイムを競う。なお誤答1回につき、5秒がペナルティタイムとして加算される。種目は、「色彩識別20問」「算術記号20問」「後出勝負20問」「最高数字20問」「数字数え15問」から順不同で出題される。
2ndステージは、「人数数え」から出題。出題し終わった後、5秒以内に各チームの代表者が答えを記入する。一応ルール上は代表者1人のみが答えて、他のメンバーは答えられない（その代わりに交代は自由）のだが、実際は全チームが代表者に答えを教えていた。
1問正解につき、1stステージの成績から5秒減算されるが、出題された3問全てで全チーム正解及び不正解だった為、実質1stステージの成績のみで決まってしまった。
2ndステージ終了時の成績順に、100点、50点、40点、30点、20点、10点がそれぞれ加算される。
プレッシャーフリースロー(2009年1月)
各チーム、代表者3人が出場。成績下位チームから1人1投ずつ順番に、フリースローに挑戦。なお、通常よりも投てき距離が短くかつゴールが低く設定されており、比較的ゴールし易くなっている。
成功したら生き残り、引き続き次の周回でもフリースローに挑む。失敗したら、投げ手を交代する。
3番手が失敗したチームから脱落。最後まで残った1チームが勝利となる。
まず、3チームずつの予選を行った後、予選を勝ち上がった2チームで決勝を行った。なお、決勝は予選で残っていた人数から継続して戦う（たとえば、1人失敗して残り2人の状態で予選を勝ったチームは、決勝も残り2人の状態から始めないといけない）。
予選勝利で30点獲得、決勝にも勝利すれば更に50点獲得。
逆転!D-1かけ算ボウリング
チームの代表者2人が1人1投ずつ投げて、2人が倒したピンの合計本数（ストライクは20、ガターは0で換算）にこれまで獲得した点数を賭けた値が、そのチームの最終成績となる。2009年放送分では代表者が1人となった。
1ピンボウリング
優勝チームの代表者1名対中居の、1対1対戦。ルールは以前と同じで、中居が勝利した場合ボーナス100万円を2位以下のチームで山分けする点も同じ。2009年7月放送分は、放送時間が残り僅かだった事から、中居との対戦形式ではなく、代表者1人が1投だけして、ピンを倒せたらボーナス100万円獲得、倒せなかったら2位以下のチームで100万円山分けというルールで行った。

## 実績・出演者

### 2006年
「中居正広の(生)スーパードラマフェスティバル 激突スターボウリング」
1月7日（土曜日）21:00 - 22:54「プレミアムステージ」枠
- 平均視聴率：17.9%（関東地区、ビデオリサーチ調べ）

| 放送枠     | 番組名         | 出演者                                                                             |
| ---------- | -------------- | ---------------------------------------------------------------------------------- |
| 月曜夜9時  | 西遊記         | 香取慎吾（SMAP）、深津絵里、内村光良（ウッチャンナンチャン）、伊藤淳史、水川あさみ |
| 火曜夜9時  | Ns'あおい      | 石原さとみ、柳葉敏郎、杉田かおる、八嶋智人、片平なぎさ                             |
| 火曜夜10時 | アンフェア     | 篠原涼子、瑛太、阿部サダヲ、濱田マリ、加藤雅也                                     |
| 木曜夜10時 | 小早川伸木の恋 | 唐沢寿明、片瀬那奈、大泉洋（TEAM-NACS）、谷原章介、紺野まひる                      |

- ボウリング1ピン倒し優勝：「アンフェア」チーム
- 現場リポート：相川梨絵（元共同テレビ）、戸部洋子、斉藤舞子、平井理央アナウンサー
- 中居対戦時司会代行：香取慎吾

### 2007年（1月）
「中居正広の(生)スーパードラマフェスティバル2007 激突!スターボウリング」
1月6日（土曜日）21:00 - 22:54「土曜プレミアム」枠
- 平均視聴率：17.3%（関東地区、ビデオリサーチ調べ）

| 放送枠        | 番組名                                                                   | 出演者                                                                         |
| ------------- | ------------------------------------------------------------------------ | ------------------------------------------------------------------------------ |
| 月曜夜9時     | 東京タワー 〜オカンとボクと、時々、オトン〜                              | 速水もこみち、香椎由宇、平岡祐太、柄本佑、泉谷しげる                           |
| 火曜夜9時     | 今週、妻が浮気します                                                     | ユースケ・サンタマリア、石田ゆり子、ともさかりえ、沢村一樹、和田正人（D-BOYS） |
| 火曜夜10時    | ヒミツの花園                                                             | 釈由美子、堺雅人、要潤、池田鉄洋、真矢みき                                     |
| 木曜夜10時    | 拝啓、父上様                                                             | 二宮和也（嵐）、高島礼子、高橋克実、木村多江、梅宮辰夫                         |
| 1月12日 夜9時 | 金曜プレステージ特別企画 女の一代記・向井千秋 〜夢を宇宙に追いかけた人〜 | 菅野美穂、石黒賢、井上順、加藤ローサ、吉行和子                                 |

- 優勝：「拝啓、父上様」チーム
- 中居対戦時司会代行：速水もこみち

### 2007年（7月）
「中居正広の(生)スーパードラマフェスティバル2007 真夏のスターボウリング!」
7月2日（月曜日）21:00 - 23:18
- 平均視聴率：17.5%（関東地区、ビデオリサーチ調べ）
- 「ライフ」チームの北乃きいと福田沙紀（いずれも当時16歳・高校2年生）は労働基準法の関係で22:00を前に退席し、その後は等身大パネルでの登場となった。

| 放送枠         | 番組名                                    | 出演者                                                                                |
| -------------- | ----------------------------------------- | ------------------------------------------------------------------------------------- |
| 月曜夜9時      | ファースト・キス                          | 井上真央、伊藤英明、平岡祐太、劇団ひとり、阿部サダヲ、松雪泰子                        |
| 火曜夜9時      | 花ざかりの君たちへ〜イケメン♂パラダイス〜 | 堀北真希、小栗旬、生田斗真（ジャニーズJr.）、水嶋ヒロ、山本裕典、宇梶剛士、紺野まひる |
| 火曜夜10時     | 牛に願いを Love&Farm                      | 玉山鉄二、小出恵介、中田敦彦（オリエンタルラジオ）、相武紗季、香里奈、戸田恵梨香      |
| 木曜夜10時     | 山おんな壁おんな                          | 伊東美咲、深田恭子、及川光博、川田広樹（ガレッジセール）、小池栄子、谷原章介          |
| 土曜夜11時10分 | ライフ                                    | 北乃きい、福田沙紀、細田よしひこ、酒井美紀、瀬戸朝香、真矢みき                        |

- 優勝：「ライフ」チーム
- 中居対戦時司会代行：宇梶剛士

### 2008年（1月）
「中居正広の(生)スーパードラマフェスティバル2008スターボウリング!」
1月7日（月曜日）21:00 - 23:18
- 平均視聴率:12.7%（関東地区、ビデオリサーチ調べ）
- 「ハチミツとクローバー」の主演・成海璃子（当時15歳・中学3年生）は労働基準法の関係で出演できず、等身大パネルでの登場となった。
- 「鹿男あをによし」チームのメンバーであった児玉は、2008年5月現在で番組史上最年長（74歳と6日）の参加者であり、この回の番組中でもその件が取り上げられた。
- 「ロス:タイム:ライフ」チームはドラマ自体、主演、キャスト陣（温水以外）が毎回異なるため、番組としては珍しく共演していない俳優陣に揃っている。主演俳優は小山のみしか出ておらず、安田と濱田の二人は小山主演の回には出演していない。

| 放送枠         | 番組名                                               | 出演者                                                                      |
| -------------- | ---------------------------------------------------- | --------------------------------------------------------------------------- |
| 月曜夜9時      | 薔薇のない花屋                                       | 香取慎吾（SMAP）、竹内結子、釈由美子、松田翔太、本仮屋ユイカ、寺島進        |
| 火曜夜9時      | ハチミツとクローバー                                 | 生田斗真（ジャニーズJr.）、原田夏希、向井理、成宮寛貴、木村祐一、泉谷しげる |
| 火曜夜10時     | あしたの、喜多善男〜世界一不運な男の、奇跡の11日間〜 | 小日向文世、小西真奈美、栗山千明、吉高由里子、要潤、生瀬勝久                |
| 木曜夜10時     | 鹿男あをによし                                       | 玉木宏、綾瀬はるか、多部未華子、柴本幸、佐々木蔵之介、児玉清                |
| 土曜夜11時10分 | ロス:タイム:ライフ                                   | 小山慶一郎（NEWS）、温水洋一、安田美沙子、脇知弘、濱田岳、平泉成            |

- 優勝：「あしたの、喜多善男〜世界一不運な男の、奇跡の11日間〜」チーム
- 中居対戦時司会代行：香取慎吾

### 2008年（7月）
「中居正広の(生)スーパー☆ドラマフェスティバル2008真夏のD-1グランプリ」
7月21日（月曜日）19:00 - 20:54
- 平均視聴率:13.7%（関東地区、ビデオリサーチ調べ）
- 「33分探偵」主演の堂本剛（KinKi Kids）は自身のコンサートツアーの為欠席しVTRのみでの出演となった。
- スタッフロール中に、米倉が成功し中居が投球し結果を待たず（一瞬だったが、中居の投げた方向は真ん中より左に反れたところ）にCMを入ってしまい、提供クレジット中に中居が視聴者の皆様へ結果を報告したが[注 3]、本放送ではCM前に投げた中居の投球シーンは放送されなかった。再放送の際はCMがなくなり中居の投球シーンが放送された。
- クロスネット局のテレビ大分は7月26日(5日遅れ)の12:00 - 13:55、福岡のテレビ西日本はプロ野球「福岡ソフトバンクホークス×オリックス・バファローズ」の中継の為、7月28日(7日遅れ)の14:56 - 16:50に放送された。

| 放送枠         | 番組名                                | 出演者                                                                      |
| -------------- | ------------------------------------- | --------------------------------------------------------------------------- |
| 月曜夜9時      | 太陽と海の教室                        | 織田裕二、北川景子、岡田将生、北乃きい、山本裕典、小日向文世                |
| 火曜夜9時      | シバトラ                              | 小池徹平、真矢みき、宮川大輔、南明奈、内田滋、藤木直人                      |
| 火曜夜10時     | モンスターペアレント                  | 米倉涼子、平岡祐太、温水洋一、風見しんご、眞島秀和、角野卓造                |
| 木曜夜10時     | コード・ブルー -ドクターヘリ緊急救命- | 山下智久（NEWS）、新垣結衣、戸田恵梨香、比嘉愛未、浅利陽介、勝村政信        |
| 土曜夜11時10分 | 33分探偵                              | 高橋克実、水川あさみ、野波麻帆、戸次重幸（TEAM-NACS）、小島よしお、佐藤二朗 |

- 優勝：「モンスターペアレント」チーム
- 中居対戦時司会代行：織田裕二

### 2009年（1月）
「中居正広の(生)スーパー☆ドラマフェスティバル2009新春D-1グランプリ」
1月5日（月曜日）19:00 - 20:54
- 平均視聴率:9.9%（関東地区、ビデオリサーチ調べ）
- 「トライアングル」チームの小日向文世は「金田一耕助シリーズ 悪魔の手毬唄」、「金田一耕助シリーズ 悪魔の手毬唄」チームの稲垣吾郎（SMAP）と谷原章介は「トライアングル」、山田優は「メイちゃんの執事」、「あんみつ姫2」チームの泉谷しげるは「ヴォイス〜命なき者の声〜」にも出演している。
- 中居と「ありふれた奇跡」チームの仲間由紀恵は、この5日前である2008年12月31日に生放送されたNHK『第59回NHK紅白歌合戦』の両組司会や、同年11月22日公開のTBS制作の映画『私は貝になりたい』で共演している。中居はチーム紹介の際、仲間に「先日はどうもありがとうございました。去年1年本当にお世話になりました」とあまりにも深々と挨拶し、仲間が恐縮して「いえいえそんな、すいません」と返すやりとりがあった。これに他出演者やスタッフは爆笑していた。
- 「インスタント30秒劇場」での「ヴォイス〜命なき者の声〜」チームの出番にて代表を務めた瑛太が「中居正広がカラオケでエド・はるみとデュエットした｣が正解なところを「中井さんがカラオケでグー（エド・はるみの持ちギャグ）をした」と解答し不正解となった。直後、中居のジャニーズ事務所の後輩で「30秒劇場」中居役を演じた（そして当然同ドラマの出演者でもある）生田斗真に中居が「生田、言ってやれ」と話し、生田が瑛太に「いが違うよ」と指摘し、中居が瑛太に「ずっと『ブラックバラエティ』（日本テレビでの中居の冠番組『中井正広のブラックバラエティ』のことである。同番組では他番組とは違う中居正広を見てほしいという意味でわざと「中井」としている）やってるわけじゃないから」と宥めていた。また、生田による中居のものまねの内容は（中居属するSMAPの代表曲）『夜空ノムコウ』を歌うものや、『私は貝になりたい』での中居の台詞（「健坊ー!」）を言うものだった。
- アシスタントは森田泉美と三島ゆかり。
- 視聴率は番組開始以来、初の1桁台に落ち込んだ。

| 放送枠         | 番組名                          | 出演者                                                                                            |
| -------------- | ------------------------------- | ------------------------------------------------------------------------------------------------- |
| 月曜夜9時      | ヴォイス〜命なき者の声〜        | 瑛太、生田斗真（当時ジャニーズJr.）、石原さとみ、遠藤雄弥（当時D-BOYS）、佐藤智仁（現・佐藤祐基） |
| 火曜夜9時      | メイちゃんの執事                | 水嶋ヒロ、榮倉奈々、佐藤健、向井理、夕輝壽太                                                      |
| 火曜夜10時     | トライアングル                  | 江口洋介、広末涼子、相武紗季、小日向文世、大杉漣                                                  |
| 木曜夜10時     | ありふれた奇跡                  | 仲間由紀恵、加瀬亮、風間杜夫、松重豊、陣内孝則                                                    |
| 土曜夜11時10分 | 赤い糸                          | 南沢奈央、溝端淳平、木村了、岡本玲、小木茂光                                                      |
| 1月5日 夜9時   | 金田一耕助シリーズ 悪魔の手毬唄 | 稲垣吾郎（SMAP）、平岡祐太、山田優、谷原章介、かたせ梨乃                                          |
| 1月11日 夜7時  | あんみつ姫2                     | 井上真央、泉谷しげる、中川翔子、竹内力、京本政樹                                                  |

- 優勝：「赤い糸」チーム
- 中居対戦時司会代行：稲垣吾郎

### 2009年（7月）
「中居正広の(生)スーパードラマフェスティバル2009 ザ・プレッシャー!SP」
7月6日（月曜日）21:00 - 23:18
- 平均視聴率:11.4%（関東地区、ビデオリサーチ調べ）
- 「恋して悪魔〜ヴァンパイア☆ボーイ〜」の主演・中山優馬（15歳・高校1年生）、同出演者の桜庭ななみ（16歳・高校2年生）は労働基準法の関係で22:00を前に退席し、その後は等身大パネルでの登場となった。
- 「救命病棟24時」主演の江口洋介は通常通りであれば出演予定だったが、2009年6月10日にバイク事故で全治2ヶ月の重傷を負ったため、不参加。
- 番組開始からバラエティー選抜は初で今回はさまぁ〜ず（笑っていいとも!）、ケンドーコバヤシ、（全国一斉!日本人テスト、キャンパスナイトフジ）、設楽統（お台場お笑い道）、ナイツ（キャンパスナイトフジ）、里田まい（クイズ!ヘキサゴンII、笑っていいとも!）が参加。
- 番組情報ページでは制作は「SMAP×SMAP」と同様、関西テレビとフジテレビの共同制作と書かれていたが、実際の番組制作はフジテレビだった。
- ボーナスゲームの「1ピン倒し」は残り時間が1分を切ったことと中居の判断により「いいとも!春・秋の祭典」と同様に「ボーナスチャレンジ」に変更され、倒せば100万円・外せば負けチームに100万円山分けに変更され、結果は成功しボーナスを獲得したところで幕切れとなった。
- アシスタントは林弓束、吉浦遥

| 放送枠         | 番組名                               | 出演者 |
| -------------- | ------------------------------------ | --- |
| 月曜夜9時      | ブザー・ビート〜崖っぷちのヒーロー〜 | 山下智久（NEWS）、北川景子、相武紗季、貫地谷しほり、溝端淳平、永井大、伊藤英明                                     |
| 火曜夜9時      | 救命病棟24時                         | 松嶋菜々子、ユースケ・サンタマリア、木村多江、北乃きい、板尾創路（130R）、市川実和子、石田卓也                     |
| 火曜夜10時     | 恋して悪魔〜ヴァンパイア☆ボーイ〜    | 中山優馬（中山優馬 w/B.I.Shadow）、加藤ローサ、伊東四朗、姜暢雄、堀内敬子、高橋ひとみ、桜庭ななみ                  |
| 木曜夜10時     | 任侠ヘルパー                         | 草彅剛（SMAP）、黒木メイサ、山本裕典、薮宏太（Hey! Say! JUMP）、五十嵐隼士（D-BOYS）、大杉漣、夏川結衣             |
| 土曜夜11時10分 | オトメン（乙男）                     | 岡田将生、夏帆、木村了、佐野和真、瀬戸康史（D-BOYS）、柳原可奈子、高田延彦                                         |
|                | バラエティー選抜                     | さまぁ〜ず（大竹一樹、三村マサカズ）、ケンドーコバヤシ、設楽統（バナナマン）、ナイツ（塙宣之、土屋伸之）、里田まい |

- 優勝：「オトメン（乙男）」チーム